# Anii 570
Secole: Secolul al V-lea - Secolul al VI-lea - Secolul al VII-lea
Decenii: Anii 520 Anii 530 Anii 540 Anii 550 Anii 560 - Anii 570 - Anii 580 Anii 590 Anii 600 Anii 610 Anii 620
Ani: 570 | 571 | 572 | 573 | 574 | 575 | 576 | 577 | 578 | 579